# Saif al-Adel
Saif Al-Adel (eller Seif Al Adel eller Seif al-Adel) (arabiska: سيف العدل) alias Muhamad Ibrahim Makkawi eller Ibrahim Al-Madani, född 11 april 1960 eller 1963, är  al-Qaidas ledare sedan han i maj 2011 valdes till Usama bin Ladins efterträdare.
Saif Al-Adel är efterlyst av FBI, USA för att han i augusti 1998 deltagit i al-Qaidas terrordåd mot USA:s ambassader i Dar es Salaam, Tanzania, och Nairobi, Kenya.